# Австро-венгерское соглашение
Австро-венгерское соглашение 1867 года (Австро-венгерский компромисс, нем. Ausgleich; венг. kiegyezés) — договор, заключённый 15 марта 1867 года между австрийским императором Францем Иосифом I и представителями венгерского национального движения во главе с Ференцем Деаком, в соответствии с которым Австрийская империя преобразовывалась в дуалистическую монархию Австро-Венгрию. Соглашением предусматривалось предоставление венгерской части государства полной самостоятельности во внутренних делах при сохранении на уровне общеимперского правительства лишь вопросов внешней, военно-морской и финансовой политики. Создание Австро-Венгрии стало способом преодоления затяжного кризиса империи, вызванного подъёмом национальных движений народов страны, укреплением национальных элит, военными поражениями в австро-итало-французской 1859 года и австро-прусской 1866 года войнах, ростом панславянской угрозы, а также провалом попыток реформирования империи на принципах централизма.

## Предпосылки

### Реакция и попытки реформ
После подавления революций 1848—1849 годов в Австрийской империи установилась реакция. Империя, сохранявшая до 1848 года федеративный характер, была преобразована в унитарное государство с абсолютной и ничем не ограниченной (Конституция 1849 года была отменена в 1851 году) центральной властью. Режим, установленный в империи, характеризовался повышенной степенью бюрократизации и администрированием непосредственно из Вены. Сложилась так называемая «баховская система» (по имени министра внутренних дел Александра Баха), ликвидировавшая региональную специфику и внутреннюю автономию областей. В Венгрии было усилено военное присутствие, полицейские формирования и цензура. Тем не менее, даже в условиях неоабсолютизма были сохранены свобода распоряжения личной собственностью, равенство всех перед законом, а в 1853 году была проведена Аграрная реформа, ликвидировавшая крепостное состояние крестьянства.
Однако система неоабсолютизма не смогла сплотить нации империи и обеспечить укрепление позиций государства на международной арене. Более того, в конце 1850-х годов Австрия оказалась в полной изоляции в Европе: австрийская интервенция в Дунайские княжества в период Крымской войны разрушила союз с Россией, а отказ от активного участия в войне оттолкнул от неё Францию. Отношения с Пруссией также разладились из-за австро-прусской конкуренции в Германской конфедерации и конфликта о наследовании Нёвшателя. В 1859 году разразилась Австро-итало-французская война, обернувшаяся крахом австрийских вооружённых сил в битве при Сольферино, потерей Ломбардии и образованием сильного Итальянского королевства. Поражение в войне вызвало сильнейший внутренний кризис в империи. Ярко обозначились полная неспособность власти к активным действиям и отказ наций от поддержки имперской политики. Начались массовые антиправительственные выступления, особенно сильные в Венгрии (демонстрация 15 марта 1860 года в Пеште в память революции 1848—1849 годов, митинги по стране после смерти Иштвана Сеченьи).
Всё это вынудило императора пойти на уступки национальным движениям страны. 20 октября 1860 года был издан «Октябрьский диплом» — новая конституция империи, восстановившая автономию регионов и расширившая права региональных ландтагов, прежде всего венгерского государственного собрания, получившего даже право законодательной инициативы. Была также восстановлена комитатская система, а венгерский язык был объявлен официальным на территории Венгрии. Тем не менее «Октябрьский диплом» не успокоил венгерское общество: волнения с требованиями восстановления во всей полноте конституции 1849 года продолжились. В то же время диплом вызвал недовольство славянских частей империи, протестующих против предоставления особых прав венграм, а также австрийских либералов, опасающихся того, что в новом имперском рейхсрате немцы окажутся в меньшинстве. В результате 26 февраля 1861 года был опубликован «Февральский патент», изменявший октябрьскую конституцию в духе централизации: права региональных ландтагов были существенно сокращены, а полномочия имперского рейхсрата, формируемого теперь не по национально-территориальному, а по сословному принципу, значительно расширены. Государственное собрание Венгрии отказалось утвердить «Февральский патент» и воздержалось от посылки своих представителей в имперский парламент. Была также принята «петиция Деака» императору с просьбой восстановления конституции 1849 года. Но император отверг петицию и 22 августа 1861 года распустил государственное собрание и местные комитатские собрания. В Венгрии был введён режим чрезвычайного положения (так называемый «провизориум Шмерлинга»), который вскоре был распространён и на другие регионы империи. В 1863 году имперский парламент покинули чешские и польские депутаты, что полностью парализовало его работу. Таким образом попытки реформ провалились, что в 1865 году признал и сам император, отменив конституцию 1860 года.

### Венгерское национальное движение в 1849—1863 годах
Венгерское национальное движение в период после подавления революции 1848—1849 годов характеризовалось высоким уровнем неоднородности. Центристы во главе с Йожефом Этвёшем безуспешно пытались убедить австрийское правительство вернуться к федерализму и автономии регионов, существовавшим до 1848 года, считая, что только расширением прав областей, составляющих империю, можно добиться её укрепления. Более популярными среди венгров, однако, были те политические группировки, которые отказывались от сотрудничества с «баховским режимом». Наибольшее влияние приобрёл Ференц Деак, бывший министр юстиции революционного правительства Лайоша Баттяни, ставший идеологом движения «пассивного сопротивления» (уклонение от уплаты налогов, неучастие в администрации, отказ от любого сотрудничества с правительственными структурами, демонстративное «невладение» немецким языком). Целью Деака и его сторонников было восстановление внутреннего суверенитета Венгрии в рамках Австрийской империи, то есть возвращение к ситуации времён весны — лета 1848 года, когда венгерская революция уже добилась широкой автономии и самоуправления, но ещё не порвала с династией Габсбургов и империей как таковой. Наиболее радикальное крыло венгерского национального движения представлял Лайош Кошут и другие лидеры революции в эмиграции выступали с требованиями независимости как Венгрии, так и других национальных регионов империи, и формирования на Балканах венгро-славяно-румынской конфедерации под руководством Венгрии. Кошут, подготавливавший в Венгрии новое восстание, стремился заручиться поддержкой западных держав против Австрии и России, которых он считал главными врагами прогресса в Центральной и Юго-Восточной Европе. Его выступления в Конгрессе США, переговоры с Наполеоном III, Кавуром и другими общественными деятелями Запада, обеспечили мировое признание венгерского национального движения и расширение симпатий к венграм в Европе.
Кошут планировал использовать австро-итало-французскую войну 1859 года для поднятия нового восстания в стране. Однако быстрое заключение враждующими сторонами Виллафранкского мира разрушило планы радикалов. Тем не менее на период 1859—1861 гг. пришёлся пик антиавстрийских выступлений в Венгрии. Любое политическое событие в то время вызывало массовые митинги и демонстрации. Венгры срывали с государственных учреждений австрийские гербы. Попытки правительства урегулировать ситуацию путём ограниченных реформ провалились: Октябрьский диплом и Февральский патент были отвергнуты венгерским национальным движением. Главным требованием оставалось восстановление конституции 1848 г., предполагающей полный суверенитет Венгерского королевства при сохранении унии с Австрией. В 1863 году конституционные реформы были свёрнуты, а правительство вновь вернулось к автократическим методам управления. Именно в этот период началось падение влияния радикалов в венгерском национальном движении: опубликованный Кошутом в 1862 году проект «Дунайской конфедерации» был раскритикован не только центристами и партией Деака, но и левым крылом венгерского движения (партия резолюции Кальмана Тисы).

### Австро-венгерское сближение
Несмотря на провал попыток конституционных реформ 1860—1861 годах, император Франц Иосиф I не оставил надежды на выработку некоего компромисса с венгерским национальным движением, позволившего бы укрепить монархию. В 1865 году начались секретные переговоры через посредников между императором и Ференцем Деаком. Их результаты были опубликованы в «Пасхальной статье» Деака 16 апреля 1865 года, в которой лидер венгерских либералов высказался за отказ от традиционного требования восстановления конституции 1848 года. На государственном собрании Венгрии, открывшемся в 1865 году, развернулась бурная дискуссия об условиях, на которых возможен компромисс с Австрией. Победу одержал Деак и его сторонники, которым противостояли радикалы и «партия резолюции», настаивающие на необходимости утверждения конституции 1848 года в качестве предварительного условия соглашения.
Австро-венгерское сближение ускорили международные события середины 1860-х годов. В 1866 году вспыхнула австро-прусская война и австрийские войска были наголову разбиты в битве при Садове. Поражение в войне означало исключение Австрийской империи из Германской конфедерации и начало процесса объединения Германии под эгидой Пруссии. Резкое ослабление в результате войны Австрийской империи при одновременном усилении угрозы со стороны России и росте панславянских симпатий внутри национальных движений славянских народов империи (прежде всего, чехов), обеспокоили венгерских лидеров. Тактика «пассивного сопротивления» уже не приносила результатов, а наоборот, лишала венгерскую элиту возможности участвовать в управлении страной. В то же время усилились национальные движения других наций Австрийской империи: чехов, хорватов, румын, поляков и словаков, которые выступали с идеями преобразования государства в федерацию равноправных народов. Всё это привело к тому, что Деак и его сторонники решили отказаться от национальной идеологии времён революции и радикально снизили объём своих требований на переговорах с правительством.
В то же время австрийские либералы также пришли к осознанию необходимости заключения союза с венграми для обеспечения сохранения преобладания немцев в западной половине империи. Франц-Иосиф, рассматривавший несколько вариантов трансформации государства, включая возврат к неоабсолютизму и создание федерации народов, к концу 1866 г. убедился в преимуществах австро-венгерского дуализма, который давал надежду на возможный австрийский реванш в Германии. Определённую роль в смягчении позиции императора по отношению к венгерскому национальному движению, видимо, сыграла его жена, императрица Елизавета, симпатизировавшая венграм. Позднее её роль в достижении австро-венгерского компромисса была сильно преувеличена общественным мнением Венгрии, романтизировавшим образ императрицы.

## Заключение соглашения
На последнем этапе австро-венгерских переговоров в январе — феврале 1867 года венгерскую делегацию возглавил граф Дьюла Андраши, пользующийся доверием Деака и авторитетом у австрийского правительства. 17 февраля император назначил Андраши премьер-министром Венгрии, в состав нового венгерского правительства вошли и другие лидеры либералов (Этвёш, Лоняи). 15 марта условия компромисса были согласованы и 20 марта утверждены венгерским государственным собранием. 8 июня Франц-Иосиф I короновался в Будапеште королём Венгрии.

## Условия соглашения
Австро-венгерское соглашение и законы, его оформившие, превратили единую (унитарную) абсолютную монархию Габсбургов в дуалистическое конституционное государство — как в территориально-административном, так и в правовом отношениях. Империя была разделена на две части — австрийскую и венгерскую, каждая из которых получила полный суверенитет в отношении внутренних дел. Обе части должны были иметь собственный парламент, избираемое и независимое правительство, собственную систему государственной администрации, суда и юстиции. В состав Венгерского королевства (Транслейтании) вошли помимо Венгрии территории Трансильвании, Хорватии и Славонии, Воеводины, Закарпатья и город Риека. Вся остальная территория империи образовала австрийскую часть монархии («королевства и земли, представленные в рейхсрате», Цислейтания: Верхняя и Нижняя Австрия, Штирия, Каринтия, Тироль, Зальцбург, Форарльберг, Крайна, Горица и Градишка, Триест, Истрия, Далмация, Богемия, Моравия и Силезия, Галиция и Буковина).
Австрийская и Венгерская части государства были связаны, во-первых, единым монархом, имеющим титул императора Австрии и короля Венгрии, властные полномочия и наследственные права которого были закреплены в Прагматической санкции, а во-вторых, так называемыми «общими делами». Под последними понимались те сферы государственной власти, которые были переданы на имперский уровень: внешняя политика, оборона и военные вопросы, финансовая и таможенная система. Для руководства этими функциями были созданы три общих министерства — иностранных дел, военно-морское и финансов, которые подчинялись непосредственно императору и не были ответственны перед правительствами и парламентами австрийской и венгерской частей государства. Однако общие министерства не имели права вмешиваться в компетенцию правительств. Для обсуждения единых для обеих частей монархии дел также созывались коронный совет и совет общих министров, включающие, помимо общих министров, глав правительств Австрии и Венгрии и приглашённых императором лиц (глава Австро-Венгерского банка, начальник Генерального штаба, другие министры). На коронном совете председательствовал император, на совете общих министров — министр иностранных дел. Функции общего для монархии представительного органа выполняли делегации, чей состав формировался ежегодно обоими парламентами государства на паритетных началах. Кроме того, периодически парламенты избирали квота-депутации для обсуждения вопросов участия обеих частей государства в финансировании общих расходов. По соглашению 1867 года Австрия брала на себя 70 % общеимперских расходов, Венгрия — 30 %, в дальнейшем эта доля должна была корректироваться каждые 10 лет исходя из уровня экономического развития.
Австро-венгерское соглашение установило общие принципы управления в каждой из двух частей государства. Венгерский парламент (государственное собрание) получил законодательную власть с правом принятия обязательных для исполнения в венгерской части государства законов. Австрийские законы были объявлены недействующими на территории Венгрии. Полномочия австрийского рейхсрата были также расширены. По австрийской конституции 1867 года, принятой в развитие условий австро-венгерского соглашения, рейхсрат стал двухпалатным: верхнюю палату составляли назначаемые императором депутаты, а нижняя формировалась ландтагами земель Цислейтании. В обеих частях государства были провозглашены демократические свободы (свобода совести, слова, собраний, союзов и петиций), равенство всех граждан перед законом, принцип разделения властей, свобода передвижения и выбора места жительства, неприкосновенность частной собственности и тайна переписки. Правительства Австрии и Венгрии стали ответственными перед соответствующими парламентами. Монарх сохранял за собой право предварительного одобрения законопроектов, лично назначал глав правительств и общих министров, а также оставался верховным главнокомандующим единой австро-венгерской армии.
В результате заключения австро-венгерского соглашения возникло новое государство — дуалистическая конституционная монархия Австро-Венгрия.

## Реакция на соглашение
Если правящая элита Венгрии и австрийские либералы приветствовали заключение австро-венгерского соглашения, то отношение других слоёв населения страны к компромиссу было достаточно негативным. В самой Венгрии широкое распространение получила точка зрения, что страна лишилась возможности самоопределения. Особенное недовольство вызывал факт существования объединённой армии империи под руководством австрийского командования и с приказами на немецком языке, а также завышенная, как считали, доля Венгрии в финансировании общих расходов страны. Эти два вопроса стали центральными пунктами выступлений венгерской оппозиции. Австрийские консерваторы также не были довольны соглашением, опасаясь усиления влияния венгров на политику государства и жалея об утрате идеи централизованной империи.
Наиболее негативную реакцию австро-венгерское соглашение встретило у других народов империи. С резкими протестами выступили хорваты, отказавшиеся прислать делегацию на коронацию Франца-Иосифа венгерским королём. В 1868 году удалось заключить Венгерско-хорватское соглашение, гарантирующее автономию Хорватии в составе Венгерского королевства, однако радикальная часть хорватского национального движения не прекратила антиправительственных выступлений и требований реальной федерализации империи. Ещё более серьёзным было положение в чешских землях: лидеры чешского национального движения отказались признать соглашение, по всей стране под руководством старочехов развернулись митинги и национальные собрания, требующие восстановления прав и привилегий земель чешской короны и предоставления Чехии таких же прав, какие получила Венгрия. В 1871 году в целях чешско-австрийского примирения был разработан план преобразования империи в триединую монархию («Фундаментальные статьи» Гогенварта), который предусматривал предоставление Богемии полномочий сопоставимых с Венгрией, а центральная законодательная власть ослаблялась ещё больше из-за переформатирования австрийского парламента в федеральный орган. Однако из-за сопротивления венгерского правительства, австрийских либералов и даже самой чешской общественности (недовольных конкретно административному разделению немецких и чешских районов, предусмотренного планом Гогенварта) этот проект был отвергнут. На протяжении всей последней трети XIX века чешско-австрийское противостояние оставалось главной внутренней проблемой Цислейтании. Крупным успехом австрийского правительства стало достижение компромисса с польской элитой Галиции, в результате чего эта провинция в 1868 году получила достаточно широкую автономию, а польское национальное движение удалось удержать в конституционном поле.

## Значение соглашения
Современные историки считают, что австро-венгерское соглашение было единственно возможным способом сохранения для габсбургской монархии статуса великой державы. Благодаря соглашению до начала Первой мировой войны развитие Австро-Венгрии было относительно спокойным. Империя вступила в полосу бурного экономического развития и модернизации всех сторон общественной жизни. Компромисс покончил с режимом абсолютизма и создал для обеих частей монархии конституционную либеральную форму правления. Тем не менее, новое государственное устройство имело свои недостатки, среди которых было сохранение власти императора, фактически уравновешивающей роль парламентских структур, и неудовлетворённость интересов прочих наций империи. Именно эти факторы в условиях поражения в войне сыграли роковую роль в судьбе Австро-Венгрии, вызвав крушение и распад империи в 1918 году.